# Kurt Müller
Kurt Müller (ur. 9 maja 1948 w Lucernie) – szwajcarski piłkarz grający na pozycji napastnika. W swojej karierze rozegrał 38 meczów w reprezentacji Szwajcarii, w których strzelił 7 goli.

## Kariera piłkarska
Swoją karierę piłkarską Müller rozpoczął w klubie FC Emmenbrücke. W 1966 roku stał się członkiem pierwszego zespołu i w sezonie 1966/1967 zadebiutował w jego barwach w 1. Liga (III poziom rozgrywek). W 1968 roku odszedł do pierwszoligowego FC Luzern. W sezonie 1968/1969 spadł z nim do drugiej ligi, ale po roku czasu wrócił z nim do pierwszej ligi. W 1971 roku przeszedł do Grasshoppers Zurych, z którym w sezonie 1972/1973 wywalczył wicemistrzostwo Szwajcarii.
Na początku 1973 roku Müller przeszedł do Herthy BSC. Swój debiut w Bundeslidze zaliczył 20 stycznia 1973 w przegranym 1:3 wyjazdowym meczu z Fortuną Düsseldorf, w którym zdobył gola. W sezonie 1974/1975 wywalczył z Herthą mistrzostwo RFN.
W 1975 roku Müller wrócił do Szwajcarii i został zawodnikiem Servette FC. W sezonach 1975/1976 i 1976/1977 został z Servette wicemistrzem kraju. W latach 1977–1981 grał w stołecznym BSC Young Boys, w którym zakończył karierę.
| Sezon   | Klub                | Kraj       | Rozgrywki      | Mecze | Gole |
| ------- | ------------------- | ---------- | -------------- | ----- | ---- |
| 1966/67 | FC Emmenbrücke      | Szwajcaria | 1. Liga        | ?     | ?    |
| 1967/68 | FC Emmenbrücke      | Szwajcaria | 1. Liga        | ?     | ?    |
| 1968/69 | FC Luzern           | Szwajcaria | Nationalliga A | 25    | 8    |
| 1969/70 | FC Luzern           | Szwajcaria | Nationalliga B | ?     | 13   |
| 1970/71 | FC Luzern           | Szwajcaria | Nationalliga A | 24    | 15   |
| 1971/72 | Grasshoppers Zurych | Szwajcaria | Nationalliga A | 26    | 12   |
| 1972/73 | Grasshoppers Zurych | Szwajcaria | Nationalliga A | 12    | 2    |
| 1972/73 | Hertha BSC          | RFN        | Bundesliga     | 15    | 5    |
| 1973/74 | Hertha BSC          | RFN        | Bundesliga     | 32    | 9    |
| 1974/75 | Hertha BSC          | RFN        | Bundesliga     | 30    | 6    |
| 1975/76 | Servette FC         | Szwajcaria | Nationalliga A | ?     | ?    |
| 1976/77 | Servette FC         | Szwajcaria | Nationalliga A | ?     | ?    |
| 1977/78 | BSC Young Boys      | Szwajcaria | Nationalliga A | ?     | ?    |
| 1978/79 | BSC Young Boys      | Szwajcaria | Nationalliga A | 28    | 3    |
| 1979/80 | BSC Young Boys      | Szwajcaria | Nationalliga A | ?     | ?    |
| 1980/81 | BSC Young Boys      | Szwajcaria | Nationalliga A | 26    | 4    |

## Kariera reprezentacyjna
W reprezentacji Szwajcarii Müller zadebiutował 16 grudnia 1970 roku w wygranym 1:0 meczu eliminacji do Euro 72 z Grecją, rozegranym w Pireusie. W 84. minucie tego meczu zdobył zwycięskiego gola, swojego premierowego w kadrze narodowej. W swojej karierze grał też w eliminacjach do MŚ 1974, do Euro 76 i do MŚ 1978. Od 1970 do 1977 roku rozegrał w kadrze narodowej 38 meczów, w których strzelił 7 goli.